# Biblioteca Nacional de Uzbekistán
La Biblioteca Nacional de Uzbekistán (en uzbeko: Alisher Navoiy nomidagi O‘zbekiston Milliy kutubxonasi) es la biblioteca nacional, depósito legal y biblioteca de propiedad intelectual para Uzbekistán, ubicada en la ciudad capital de Taskent.

## Historia

### sigloXIX
La Biblioteca Estatal de la República de Uzbekistán fue fundada en 1870 con el nombre de la Biblioteca Pública de Taskent.

### sigloXX
En 1920 esta se rebautizó como la Biblioteca Pública Estatal de Uzbekistán y se conviritío en el depósito legal para las publicaciones en la región de Turquestán.
En 1948, al nombre de la institución se le agregó el nombre del poetal uzbek Ali-Shir Nava'i.

### sigloXXI
El 12 de abril de 2002, la biblioteca fue rebautizado una vez más como la Biblioteca Nacional de la República de Uzbekistán, recibiendo la designación de "nacional" bajo decreto del presidente de la república y por medio de resolución del gabinete de ministros.

## Salas de lectura
- Sala de Jaxon — literatura extranjera
- Sala de Nadir — ediciones valiosas
- Sala de Uzbekistán — literatura nacional
- Sala de Bunyodkor — literatura científica y técnica
- Sala de Istikbol — juventud y salón de lectura estudiantil
- Sala de Tafakkur — habitación de lectura principal
- Sala de Ilm — disertaciones
- Sala de Ali-Shir Nava'i — patrimonio literario